# HMS Perseus (N36)
Pour les autres navires du même nom, voir HMS Perseus.
Le HMS Perseus (pennant number : N36) est un sous-marin de Classe Parthian de la Royal Navy, construit en 1929 et perdu en 1941 pendant la Seconde Guerre mondiale. 

## Conception
La classe Parthian a été conçue comme une amélioration de la classe Odin antérieure. Cette nouvelle classe était plus grande, construite avec une étrave oblique et dotée d’un bouclier pour couvrir le canon de 4 pouces (102 mm). Cependant, cette classe de sous-marins avait un défaut de conception : les réservoirs de carburant externes rivetés fuyaient, laissant une traînée de gas-oil à la surface.
Tous les sous-marins de la classe Parthian étaient équipés de huit tubes lance-torpilles de 21 pouces (533 mm), d’un canon de pont Mk XII QF de 4 pouces (102 mm) et de deux mitrailleuses. Cette classe a été la première à être équipée de la torpille Mark VIII. Les sous-marins de la classe Parthian ont été conçus pour un effectif de 53 officiers et hommes d’équipage.

## Engagements
Au début de la Seconde Guerre mondiale, le HMS Perseus était placé sous le commandement du commander Peter Bartlett. Il opérait dans la formation navale communément appelée China Station au sein de la 4e flottille de sous-marins, avec tous les autres membres de la classe Parthian. Cela a continué jusqu’en août 1940 lorsque la classe a été réaffectée à la mer Méditerranée, où une partie de ses tâches était le transport de fournitures entre Alexandrie et l’île de Malte assiégée par les Forces de l'Axe. Le HMS Perseus subit un carénage à Malte d’octobre à avril 1941.
Rattaché à la 1re flottille de sous-marins, basée à Alexandrie, et sous le commandement du capitaine de corvette Edward Christian Frederick Nicolay (RN), le HMS Perseus a coulé le pétrolier italien Maya de 3 867 tonnes à 5 milles marins (9 km) au sud de Ténédos le 5 septembre 1941. Le mois suivant, le 2 octobre, il a coulé le navire marchand Castellon de 2 086 tonnes à l’ouest de Benghazi. Pour ces actions, le commandant Nicolay a reçu l’Ordre du Service distingué (DSO).
Le sous-marin a quitté Malte pour Alexandrie le 26 novembre 1941, avec l’ordre de patrouiller dans les eaux à l’est de la Grèce pendant sa mission. Il a apparemment torpillé un navire le 3 décembre mais le 6 décembre à 22 heures, il a heurté une mine italienne au large de Céphalonie, à 7 miles (11 km) au nord de Zakynthos dans la mer Ionienne.

## Naufrage
Sur les 61 personnes à bord, le seul survivant fut John Capes, un homme de 31 ans, l’un des deux hommes à bord qui n’étaient pas membres de l’équipage mais qui bénéficiaient d’un passage vers Alexandrie. Lui et trois autres hommes se sont échappés du sous-marin à l’aide de la trappe d’évacuation Twill Trunk située dans la salle des machines, en portant un appareil respiratoire d’évacuation Davis. Cependant, lui seul a survécu au trajet vers la surface et à la nage de cinq milles (8 km) jusqu’à l’île de Céphalonie. Il y a été caché par les insulaires pendant 18 mois avant d’être transporté clandestinement dans un caïque jusqu’à Smyrne en Turquie. Il a par la suite reçu une médaille de l'Empire britannique.

## Redécouverte
L’épave, située à 52 mètres (171 pieds) sous la surface, a été découverte et explorée en 1997 par Kostas Thoctarides et son équipe de plongeurs. Le Perseus se trouve posé sur le fond marin avec une gîte sur tribord. Du côté bâbord, près de la proue, il y a une fissure causée par sa collision avec une mine. C’est le seul dommage important subi par le navire. Le reste de sa coque est en bon état. Son canon, son gouvernail et tout le reste sont en place. Ses compas, qui fonctionnent toujours, montrent son dernier cap. La trappe d’évacuation du compartiment arrière est ouverte. Près du Perseus, les plongeurs ont trouvé l’ancre d’une mine italienne, une découverte qui semble confirmer qu’une mine qui a explosé est la cause de son naufrage. Les autorités britanniques avaient supposé que c’était le cas, mais cela n’avait jamais été confirmé.
Les 19 et 20 mai 2000, des cérémonies commémoratives ont eu lieu à Céphalonie en l’honneur de l’équipage du Perseus. Y ont assisté des proches des défunts (y compris la fille de John Capes), des membres de la Submarine Old Comrade’s Association ou de Gatwick, des habitants qui ont caché Capes, un membre de l’équipage du caïque qui a transporté Capes à Smyrne, etc,.